# Cuartos de dólar de los 50 estados
"50 State quarters program" (en español: "Programa de los cuartos de dólar de los 50 estados") es una serie de 50 monedas conmemorativas estadounidenses de 25 centavos que honran la admisión de cada uno de los 50 estados de Estados Unidos de América a este país. Estas acuñaciones sustituyeron al "quarter" original y cambiaron su reverso cinco veces en cada año (cada 10 semanas) durante un período comprendido entre enero de 1999 y diciembre de 2008.
Fue un programa cuya acta de incorporación a la ley fue firmada por el presidente Bill Clinton el 1 de diciembre de 1997 y que tuvo como objetivo "promover la difusión de conocimiento de los estados individuales, su historia y geografía entre los jóvenes de los Estados Unidos y la rica diversidad del patrimonio nacional" así como promover "la colección de piezas memorables de todos los estados por el valor nominal de la moneda".
Consistió en la puesta en circulación de una moneda de 25 centavos, de circulación nacional, con reverso alegórico a un estado diferente cada 10 semanas, en el orden en que los estados fueron admitidos a la unión.
El anverso fue común para todas la monedas y consistió en un nuevo diseño de la efigie de George Washington observada en el quarter original. 
La elección del diseño del reverso de cada estado se hizo a través de la oficina del gobernador de dicho estado, quien a su vez envió el diseño escogido por esa oficina a la Casa de Moneda de los Estados Unidos los cuales dieron, o no, su visto bueno. Usualmente dentro de cada estado se realizaron votaciones para escoger el diseño que sería enviado.
Cada tiraje de cada diseño tendría cuatro versiones: una de la acuñadora de Filadelfia (P), una da la acuñadora de Denver (D), una de la acuñadora de San Francisco (S) que sería modo espejo y una en plata.
No todos los estados obtuvieron la misma cantidad de monedas. El total oficial fue de 34,797,600,000 monedas, con un rango para cada estado que variaba de 1,594,616,000 monedas para Virginia a 416,600,000 monedas para Oklahoma. La media fue de 695,952,000 monedas.
Posterior al año 2008, cuando el programa llegó a su fin, se puso en marcha otro que se llamó Cuartos de dólar del Distrito de Columbia y de los Territorios de los Estados Unidos y que pretendió continuarlo. 

## Primera tirada
| Imagen | Estado | Fecha de incorporación  | Número de monedas | Fecha de emisión      | Diseñador        |
| --- | --- | ----------------------- | ----------------- | --------------------- | ---------------- |
| Delaware quarter | Delaware | 7 de diciembre de 1787  | 774.824.000       | 1 de enero de 1999    | William Cousins  |
| Delaware quarter | Descripción: En su reverso se observa la cabalgata de Caesar Rodney, el congresista que con su voto movió la balanza hacia la independencia de su país. En la parte superior de la imagen se lee "Delaware 1787", a su derecha en mayúsculas "the First State" ("el primer estado" en español); a su izquierda "Caesar Rodney" y abajo "1999 E Pluribus Unum". |                         |                   |                       |                  |
| | |                         |                   |                       |                  |
| | Pensilvania | 12 de diciembre de 1787 | 707.332.000       | 8 de marzo de 1999    | John Mercanti    |
| Descripción: su reverso muestra la estatua "Mancomunidad" (en inglés Commonwealth) de Roland Hinton Perry superpuesta a la imagen de la silueta del estado. En la parte superior de la imagen se lee "Pennsylvania 1787", a su derecha, en columna y en mayúsculas "Virtue, Liberty, Independence" (en español "Virtud, Libertad, Independencia"). A sus pies "1999 E Pluribus Unum". | |                         |                   |                       |                  |
| | |                         |                   |                       |                  |
| | Nueva Jersey | 18 de diciembre de 1787 | 662.228.000       | 17 de mayo de 1999    | Alfred Maletsky  |
| Descripción: Su reverso es un diseño basado en la pintura hecha por Emmanuel Leutze llamada "Washington Crossing the Delaware" (en español "Washington cruzando el Delaware") que muestra al general George Washington junto a miembros del ejército colonial cruzando el Río Delaware en vías a importantes batallas de la guerra de independencia de Estados Unidos. Sobre esto se lee "New Jersey 1787" (en español "Nueva Jersey 1787"), abajo y en mayúsculas "Crossroads of the revolution" (en español "Encrucijadas de la revolución"), inferior a esto "1999 E Pluribus Unum". | |                         |                   |                       |                  |
| | |                         |                   |                       |                  |
| | Georgia | 2 de enero de 1788      | 939.932.000       | 19 de julio de 1999   | T. James Ferrell |
| Descripción: El reverso muestra muchos símbolos relacionados con este estado; como son un durazno, el cual está rodeado por la silueta del estado. A ambos lados, una rama de roble, que es el árbol oficial del estado. Todo esto coronado por un estandarte con el lema del estado escrito en él: "Wisdom, Justice, Moderation" (en español: "sabiduría, justicia, templanza"). Sobre esto, "Georgia 1788" y abajo "1999 E Pluribus Unum". | |                         |                   |                       |                  |
| | |                         |                   |                       |                  |
| | Connecticut | 9 de enero de 1788      | 1.346.624.000     | 12 de octubre de 1999 | T. James Ferrell |
| Descripción: El reverso muestra el roble donde el capitán Joseph Wadsworth escondió la constitución de Connecticut, que estaba siendo amenazada por el rey Jacobo II, e impidió de esta forma la caída de este estado en manos de los británicos. Sobre esto se lee "Connecticut 1788", a la izquierda "The Charter Oak" (en español "El roble de la constitución") y abajo "1999 E Pluribus Unum". | |                         |                   |                       |                  |

## Segunda tirada
| Imagen | Estado           | Fecha de incorporación | Número de monedas | Fecha de emisión      | Diseñador         |
| --- | ---------------- | ---------------------- | ----------------- | --------------------- | ----------------- |
| | Massachusetts    | 6 de febrero de 1788   | 1.163.784.000     | 3 de enero de 2000    | Thomas D. Rodgers |
| Descripción: Su reverso muestra la estatua "The Minuteman" que se encuentra en el "Minute National Historical Park" en Massachusetts, la cual representa a las milicias que ayudaron a combatir en la independencia. Esta figura se encuentra centrada a la izquierda y sobre un mapa del estado. Sobre esta imagen se lee "Massachusetts 1788", a la derecha, en mayúsculas "The Bay state", y en la parte inferior "2000 E Pluribus Unum".                          |                  |                        |                   |                       |                   |
| |                  |                        |                   |                       |                   |
| | Maryland         | 18 de abril de 1788    | 1.234.732.000     | 13 de marzo de 2000   | Thomas D. Rodgers |
| Descripción: su reverso muestra su Casa de Estado, un edificio distintivo construido en 1772. A ambos lados ramas de roble blanco y, cortado por el edificio, y en mayúsculas "the old line state". Abajo "2000 E Pluribus Unum". |                  |                        |                   |                       |                   |
| |                  |                        |                   |                       |                   |
| | Carolina del Sur | 23 de mayo de 1788     | 1.308.784.000     | 22 de mayo de 2000    | Thomas D. Rodgers |
| Descripción: en el fondo, la silueta del estado y sobre ésta, a la izquierda un reyezuelo rodeado de jazmines amarillos y a la derecha una Palmera Sabal. Sobre estas dos imágenes y dentro de la silueta, "The palmetto state". Debajo de todo "2000 E Pluribus Unum". |                  |                        |                   |                       |                   |
| |                  |                        |                   |                       |                   |
| | Nuevo Hampshire  | 21 de junio de 1788    | 1.169.016.000     | 7 de agosto de 2000   | William Cousins   |
| Descripción: Su reverso muestra a la derecha una formación natural rocosa de este estado y sobre ésta su nombre, "The old man of the mountain" (en español "El viejo de la montaña"). A la izquierda el lema "Live free or die" (en español "vive libre o muerto"). En el borde izquierdo de la moneda hay nueve estrellas queriendo mostrar que este estado fue el noveno en ser incluido en la federación. Abajo "2000 E Pluribus Unum".                            |                  |                        |                   |                       |                   |
| |                  |                        |                   |                       |                   |
| | Virginia         | 25 de junio de 1788    | 1.346.624.000     | 16 de octubre de 2000 | Edgar Z. Steever  |
| Descripción: El reverso muestra tres barcos, el Susan Constant, el Godspeed y el Discovery, que fueron los que trajeron a los primeros colonos al primer asentamiento fijo inglés de Estados Unidos de América, Jamestown. Sobre los barcos y a la izquierda se lee "Jamestown 1607 - 2007". Sobre todo "Virginia 1788". Debajo de la línea del mar del diseño se lee "Quadricentennial" (en español "cuatricentenario"). Debajo de todo esto "2000 E Pluribus Unum". |                  |                        |                   |                       |                   |

## Tercera tirada
| Imagen | Estado             | Fecha de incorporación  | Número de monedas | Fecha de emisión      | Diseñador         |
| --- | ------------------ | ----------------------- | ----------------- | --------------------- | ----------------- |
| | Nueva York         | 26 de julio de 1788     | 1.275.040.000     | 2 de enero de 2001    | Alfred Maletsky   |
| Descripción: Su reverso muestra a la Estatua de la libertad sobreimpuesta a un mapa del estado. A derecha e izquierda, siguiendo el borde de la moneda se observan once estrellas que representan la entrada de Nueva York como undécimo estado de la unión. Arriba "New york 1788" (en español "Nueva York 1788"). A la derecha del diseño central se lee "Gateway to freedom" (en español "el paso a la libertad"). También se observan dentro del mapa unas líneas que indican el recorrido del río Hudson y del Canal de Erie, ambos corrientes de agua muy importantes para Nueva York. Abajo se lee "2001 E Pluribus Unum". |                    |                         |                   |                       |                   |
| |                    |                         |                   |                       |                   |
| | Carolina del Norte | 21 de noviembre de 1789 | 1.055.476.000     | 12 de marzo de 2001   | John Mercanti     |
| Descripción: Su reverso muestra la fotografía "First flight" (en español "Primer vuelo") de 1903. El ultraligero está planeando sobre el suelo, mientras una persona observa. Sobre esto "North Carolina 1789 First Flight" (en español "Carolina del Norte 1789 Primer Vuelo". Abajo "2001 E Pluribus Unum". |                    |                         |                   |                       |                   |
| |                    |                         |                   |                       |                   |
| | Rhode Island       | 29 de mayo de 1790      | 870.100.000       | 21 de mayo de 2001    | Thomas D. Rodgers |
| Descripción: Su reverso muestra un barco de vela surcando las aguas de la bahía de Narragansett con el puente Pell de fondo para mostrar el deporte más popular de este estado. Arriba se lee "Rhode Island 1790". A la derecha "The ocean state" (en español "El estado océano"). Abajo "2001 E Pluribus Unum". |                    |                         |                   |                       |                   |
| |                    |                         |                   |                       |                   |
| | Vermont            | 4 de marzo de 1791      | 882.804.000       | 6 de agosto de 2001   | T. James Ferrell  |
| Descripción: Su reverso muestra la montaña "Camel's Hump" (en español "Joroba de Camello"), con imágenes sobreimpuestas de dos árboles de arce con un hombre recogiendo savia en unos baldes, esto para honrar el hecho de que este estado es famoso por su producción de jarabe y azúcar de arce. Arriba "Vermont 1791". A la derecha "Freedom and unity" (en español "Libertad y unión"). Abajo "2001 E Pluribus Unum". |                    |                         |                   |                       |                   |
| |                    |                         |                   |                       |                   |
| | Kentucky           | 1 de junio de 1792      | 723.564.000       | 15 de octubre de 2001 | T. James Ferrell  |
| Descripción: Su reverso muestra la "Federal Hill" (en español "Colina Federal") que era un plantación que perteneció a la familia Rowan, actualmente parte de "My Old Kentucky Home State Park" (en español "Parque estatal Mi Viejo Hogar Kentucky". Sobreimpuesto a esto, un purasangre de carreras detrás de una verja para conmemorar al Derby de Kentucky. Arriba se lee "Kentucky 1792". A la derecha "My Old Kentucky Home" (en español "Mi Viejo Hogar Kentucky"). Abajo "2001 E Pluribus Unum". |                    |                         |                   |                       |                   |

## Cuarta tirada
| Imagen | Estado    | Fecha de incorporación  | Número de monedas | Fecha de emisión      | Diseñador     |
| --- | --------- | ----------------------- | ----------------- | --------------------- | ------------- |
| | Tennessee | 1 de junio de 1796      | 648.068.000       | 2 de enero de 2002    | Donna Weaver  |
| Descripción: Su reverso muestra tres instrumentos musicales, de izquierda a derecha una guitarra, una trompeta y un violín con un libro de partituras detrás. Sobre éstos, tres estrellas. Cada estrella con cada instrumento simboliza una región de Tennessee con su música típica (country, blues y appalachian respectivamente). Bajo esto, un estandarte que dice "Musical Heritage" (en español "Patrimonio Musical"). Sobre todo el diseño central se lee "Tennessee 1796". Debajo de todo el diseño central se lee "2002 E Pluribus Unum". |           |                         |                   |                       |               |
| |           |                         |                   |                       |               |
| | Ohio      | 1 de marzo de 1803      | 632.032.000       | 18 de marzo de 2002   | Donna Weaver  |
| Descripción: Su reverso muestra la contribución de este estado a la historia de la aviación con un ultraligero y un astronauta sobre la silueta del estado. Bajo el avión se lee "Birthplace of Aviation Pioneers" (en español "Cuna de los pioneros de la aviación"). Sobre todo esto "Ohio 1803". Debajo de todo esto "2002 E Pluribus Unum". |           |                         |                   |                       |               |
| |           |                         |                   |                       |               |
| | Luisiana  | 30 de abril de 1812     | 764.204.000       | 30 de mayo de 2002    | John Mercanti |
| Descripción: Su reverso muestra el ave de Luisiana, el pelícano, una trompeta con figuras de corcheas y la silueta del territorio actual de Estados Unidos con el territorio adquirido por Thomas Jefferson de Napoleón Bonaparte resaltado, junto con la inscripción, a la derecha "Louisiana Purchase" (en español "La compra de Luisiana"). Arriba "Louisiana 1812", abajo "2002 E Pluribus Unum". |           |                         |                   |                       |               |
| |           |                         |                   |                       |               |
| | Indiana   | 11 de diciembre de 1816 | 689.800.000       | 8 de agosto de 2002   | Donna Weaver  |
| Descripción: Su reverso muestra un monoplaza de carreras para demostrar el orgullo sentido por este estado por la carrera de las 500 millas de Indianápolis. Esto está sobre una silueta del mapa del estado, la inscripción "Crossroads of America" (en español "Encrucijadas de América") se lee abajo. Una circunferencia de 19 estrellas representa el lugar que ocupa Indiana en el orden de la unión. Arriba "Indiana 1816". Abajo "2002 E Pluribus Unum".                                                                                   |           |                         |                   |                       |               |
| |           |                         |                   |                       |               |
| | Misisipi  | 10 de diciembre de 1817 | 579.600.000       | 15 de octubre de 2002 | Donna Weaver  |
| Descripción: Su reverso muestra la belleza y elegancia de la flor estatal combinando las flores y hojas de Magnolia con la inscripción en cursiva "The Magnolia State" (en español "El estado de la magnolia"). Arriba "Mississippi 1817" y abajo "2002 E Pluribus Unum". |           |                         |                   |                       |               |

## Quinta tirada
| Imagen | Estado   | Fecha de incorporación  | Número de monedas | Fecha de emisión      | Diseñador        |
| --- | -------- | ----------------------- | ----------------- | --------------------- | ---------------- |
| | Illinois | 3 de diciembre de 1818  | 463.200.000       | 2 de enero de 2003    | Donna Weaver     |
| Descripción: En su reverso se observa una figura de Abraham Lincoln en su juventud, rodeada de la silueta del estado. A la izquierda se observa la imagen de una granja y la inscripción "Land of Lincoln" (en español "Tierra de Lincoln"); y a la derecha una silueta de la ciudad de Chicago y la inscripción "21st State - Century" (en español "21er Estado - Siglo"), la cual representa la historia y futuro del estado. Arriba "Illinois 1818" y abajo "2003 E Pluribus Unum". |          |                         |                   |                       |                  |
| |          |                         |                   |                       |                  |
| | Alabama  | 14 de diciembre de 1819 | 457.400.000       | 17 de marzo de 2003   | Norman E. Nemeth |
| Descripción: Su reverso muestra una figura de Hellen Keller con su nombre en Braille reducido e inglés. Es la única de esta serie de monedas que presenta escritura Braille. Rodeada, a izquierda y derecha respectivamente, por una rama de pino de hoja larga (Pinus palustris) y un arreglo de Magnolias. Debajo de la imagen se observa un estandarte que reza "Spirit of Courage" (es español "Espíritu de Coraje"). Arriba "Alabama 1819", abajo "2003 E Pluribus Unum".         |          |                         |                   |                       |                  |
| |          |                         |                   |                       |                  |
| | Maine    | 15 de marzo de 1820     | 448.800.000       | 2 de junio de 2003    | Donna Weaver     |
| Descripción: Su reverso muestra la península pemaquid con el Faro de Pemaquid y una Goleta a la mar. Este faro fue necesario por los frecuentes encallamientos que se sucedían en la costa y representa una atracción turística importante para este estado. Arriba se lee "Maine 1820" y abajo "2003 E Pluribus Unum". |          |                         |                   |                       |                  |
| |          |                         |                   |                       |                  |
| | Misuri   | 10 de agosto de 1821    | 453.200.000       | 4 de agosto de 2003   | Alfred Maletsky  |
| Descripción: Su reverso muestra la expedición de Meriwether Lewis y Wlliam Clark a su regreso a la ciudad de San Luis hacia el final del Río Misuri con el Memorial Expansión Nacional de Jefferson y el Arco Gateway al fondo. Arriba de la imagen se lee "Corps of Discovery 1804 - 2004" (en español "Cuerpos de descubrimiento 1804 - 2004"). Arriba "Missouri 1821" , abajo "2003 E Pluribus Unum".                                                                               |          |                         |                   |                       |                  |
| |          |                         |                   |                       |                  |
| | Arkansas | 15 de junio de 1836     | 457.800.000       | 20 de octubre de 2003 | John Mercanti    |
| Descripción: Su reverso muestra unos tallos de arroz, un diamante y un ánade real volando sobre un lago. Todo esto fue escogido porque Arkansas es popularmente conocido como "el estado natural". Arriba "Arkansas 1836", abajo "2003 E Pluribus Unum". |          |                         |                   |                       |                  |

## Sexta tirada
| Imagen | Estado    | Fecha de incorporación  | Número de monedas | Fecha de emisión      | Diseñador        |
| --- | --------- | ----------------------- | ----------------- | --------------------- | ---------------- |
| | Míchigan  | 26 de enero de 1837     | 459,600,000       | 26 de enero de 2004   | Donna Weaver     |
| Descripción: En el centro se observa el contorno del estado y del sistema de los Grandes Lagos. A la derecha se puede leer "Great Lakes State" (es español: Estado de los Grandes Lagos), arriba "Michigan 1837" y abajo "2004 E Pluribus Unum". |           |                         |                   |                       |                  |
| |           |                         |                   |                       |                  |
| | Florida   | 3 de marzo de 1845      | 481.800.000       | 29 de marzo de 2004   | T. James Ferrell |
| Descripción: Arriba se puede ver el nombre del estado y su año de incorporación a la federación, "Florida 1845". En el centro y arriba se encuentra un transbordador espacial y debajo de este a la izquierda un galeón español del siglo XVI y, a la derecha, una franja de tierra con palmeras de la especie Sabal palmetto, el árbol símbolo del estado. La frase "Gateway to discovery" (en español: "La puerta al descubrimiento") se sitúa debajo de estos dos últimos símbolos. Finalmente abajo se observa "2004 E Pluribus Unum". |           |                         |                   |                       |                  |
| |           |                         |                   |                       |                  |
| | Texas     | 29 de diciembre de 1845 | 541.800.000       | 1 de junio de 2004    | Norman E. Nemeth |
| Descripción: Su reverso muestra el contorno del estado y sobre él superpuesto una estrella de cinco puntas, junto con la inscripción "The Lone Star State" ("el estado de la estrella solitaria", en español), el sobrenombre con el que se conoce a Texas en alusión a la estrella presente en su bandera. Arriba se lee "Texas 1845" y abajo "2004 E Pluribus Unum" ambos conectados por una cuerda en alusión a la figura histórica del ganado y los vaqueros.                                                                          |           |                         |                   |                       |                  |
| |           |                         |                   |                       |                  |
| | Iowa      | 28 de diciembre de 1846 | 465.200.000       | 30 de agosto de 2004  | John Mercanti    |
| Descripción: Muestra una escuela de planta y espacio único, con el maestro y sus estudiantes sembrando un árbol; imagen basada en una pintura de Grant Wood. Sobre esto "Foundation in education" (en español: "Fundada en educación") y abajo "Grant Wood" Arriba "Iowa 1846", abajo "2004 E Pluribus Unum". |           |                         |                   |                       |                  |
| |           |                         |                   |                       |                  |
| | Wisconsin | 29 de mayo de 1848      | 453.200.000       | 25 de octubre de 2004 | Alfred Maletsky  |
| Descripción: Muestra un tema agrario con una vaca, un queso redondo y una mazorca de maíz; esto fue escogido ya que este estado produce el 15% de la leche de Estados Unidos y más de 350 tipos de queso. Debajo de estas tres imágenes se observa un estandarte con la palabra "Forward" (en español: "Adelante") lema del estado desde 1851 y arriba "Wisconsin 1848" , abajo "2004 E Pluribus Unum". |           |                         |                   |                       |                  |

## Séptima tirada
| Imagen | Estado              | Fecha de incorporación  | Número de monedas | Fecha de emisión      | Diseñador       |
| --- | ------------------- | ----------------------- | ----------------- | --------------------- | --------------- |
| | California          | 9 de septiembre de 1850 | 520.400.000       | 31 de enero de 2005   | Don Everhart    |
| Descripción: Muestra al naturalista y conservacionista John Muir admirando el monolito de granito "Half Dome" del Valle de Yosemite. Además muestra un Cóndor de California sobrevolándolo. Presenta inscritos el nombre del naturalista (a su espalda) y el nombre del valle ](debajo de este). Arriba "California 1850", abajo "2005 E Pluribus Unum". |                     |                         |                   |                       |                 |
| |                     |                         |                   |                       |                 |
| | Minnesota           | 11 de mayo de 1858      | 488.000.000       | 4 de abril de 2005    | Charles Vickers |
| Descripción: El diseño muestra un lago bordeado de árboles con dos personas pescando en bote, una gavia nadando y un contorno texturizado del estado rodeando el texto "Land of 10,000 lakes" (en español "Tierra de 10.000 lagos"). Arriba "Minnesota 1858", abajo "2005 E Pluribus Unum".                                                              |                     |                         |                   |                       |                 |
| |                     |                         |                   |                       |                 |
| | Oregón              | 14 de febrero de 1859   | 720.200.000       | 6 de junio de 2005    | Donna Weaver    |
| Descripción: Muestra una porción del Lago del Cráter visto desde su orilla sursudoeste, así como la Isla del mago y los picos Watchman y Hillman. En las orillas se observan coníferas. Sobre esto "Crater Lake" (en español "Lago del Cráter"). Arriba "Oregon 1859", abajo "2005 E Pluribus Unum".                                                     |                     |                         |                   |                       |                 |
| |                     |                         |                   |                       |                 |
| | Kansas              | 29 de enero de 1861     | 563.400.000       | 29 de agosto de 2005  | Norman Nemeth   |
| Descripción: Muestra un bisonte americano y girasoles ambos emblemáticos de la historia del estado y su belleza natural. Arriba "Kansas 1861", abajo "2005 E Pluribus Unum". |                     |                         |                   |                       |                 |
| |                     |                         |                   |                       |                 |
| | Virginia Occidental | 20 de junio de 1863     | 721.600.000       | 14 de octubre de 2005 | John Mercanti   |
| Descripción: Muestra el Puente del Barranco del Río Nuevo cruzando la garganta del río New. Escrito sobre el agua "New River Gorge" (en español: "Barranco del Río Nuevo"). Arriba "West Virginia 1863", abajo "2005 E Pluribus Unum". |                     |                         |                   |                       |                 |

## Octava tirada
| Imagen | Estado           | Fecha de incorporación | Número de monedas | Fecha de emisión       | Diseñador       |
| --- | ---------------- | ---------------------- | ----------------- | ---------------------- | --------------- |
| | Nevada           | 31 de octubre de 1864  | 589.800.000       | 31 de enero de 2006    | Don Everhart    |
| Descripción: Muestra un trío de mustangs salvajes y al sol elevándose detrás de montañas nevadas, todo rodeado de ramas de Artemisia tridentata. Abajo un estandarte en el que se lee "The Silver State" (en español: "El estado de plata"). Arriba "Nevada 1864", abajo "2006 E Pluribus Unum". |                  |                        |                   |                        |                 |
| |                  |                        |                   |                        |                 |
| | Nebraska         | 1 de marzo de 1867     | 591.000.000       | 3 de abril de 2006     | Charles Vickers |
| Descripción: Muestra una carroza cubierta tirada por bueyes donde van montados pioneros. Se ve también la Roca Chimenea y el sol de mediodía. Abajo se lee "Chimney Rock" (en español: "Roca Chimenea"). Arriba "Nebraska 1867", abajo "2006 E Pluribus Unum".                                   |                  |                        |                   |                        |                 |
| |                  |                        |                   |                        |                 |
| | Colorado         | 1 de agosto de 1876    | 569.000.000       | 14 de junio de 2006    | Norm Nemeth     |
| Descripción: Muestra una vista de las Montañas Rocosas con árboles siempreverdes y un estandarte que dice "Colorful Colorado" (en español "Colorado Colorido"). Arriba "Colorado 1876", abajo "2006 E Pluribus Unum".                                                                            |                  |                        |                   |                        |                 |
| |                  |                        |                   |                        |                 |
| | Dakota del Norte | 2 de noviembre de 1889 | 664.800.000       | 28 de agosto de 2006   | Donna Weaver    |
| Descripción: Muestra un par de bisontes americanos caminando al atardecer en las tierras baldías de este estado. Arriba "North Dakota 1889", abajo "2006 E Pluribus Unum". |                  |                        |                   |                        |                 |
| |                  |                        |                   |                        |                 |
| | Dakota del Sur   | 2 de noviembre de 1889 | 510.800.000       | 6 de noviembre de 2006 | John Mercanti   |
| Descripción: Muestra un faisán común al vuelo sobre el Monte Rushmore. Todo rodeado por espigas de trigo. Arriba "South Dakota 1889", abajo "2006 E Pluribus Unum". |                  |                        |                   |                        |                 |

## Novena tirada
| Imagen | Estado     | Fecha de incorporación  | Número de monedas | Fecha de emisión        | Diseñador        |
| --- | ---------- | ----------------------- | ----------------- | ----------------------- | ---------------- |
| | Montana    | 8 de noviembre de 1889  | 513.240.000       | 29 de enero de 2007     | Don Everhart     |
| Descripción: Muestra una calavera de bisonte sobre un paisaje de este estado y al lado de la inscripción "Big sky country" (en español: "País de gran cielo"). Arriba "Montana 1889", abajo "2007 E Pluribus Unum". |            |                         |                   |                         |                  |
| |            |                         |                   |                         |                  |
| | Washington | 11 de noviembre de 1889 | 545.200.000       | 11 de abril de 2007     | Charles Vickers  |
| Descripción: Muestra un salmón real, chavicha o chinuc, saltando del agua frente al Monte Rainier. Sobre el agua se lee "The evergreen State" (en español: "El Estado siempre verde"). Arriba "Washington 1889", abajo "2007 E Pluribus Unum". |            |                         |                   |                         |                  |
| |            |                         |                   |                         |                  |
| | Idaho      | 3 de julio de 1890      | 581.400.000       | 5 de junio de 2007      | Don Everhart     |
| Descripción: Muestra un halcón peregrino imponiéndose sobre un contorno del estado de Idaho. Bajo el pico del ave se lee en latín "Esto Perpetua" (en español: "Hazlo Perpetuo"). Arriba "Idaho 1890", abajo "2007 E Pluribus Unum". |            |                         |                   |                         |                  |
| |            |                         |                   |                         |                  |
| | Wyoming    | 10 de julio de 1890     | 564.400.000       | 4 de septiembre de 2007 | Norman E. Nemeth |
| Descripción: Muestra la imagen de "Bucking Horse and Rider" (caballo no entrenado que intenta quitarse el peso de la espalda llamado en inglés "Bronco") patentada por el estado en el año 1936. A un lado se lee "The equality State" (en español: "El Estado de la igualdad") para recordarnos que éste fue el primer estado en aceptar el sufragio femenino. Arriba "Wyoming 1890", abajo "2007 E Pluribus Unum". |            |                         |                   |                         |                  |
| |            |                         |                   |                         |                  |
| | Utah       | 4 de enero de 1896      | 508.200.000       | 5 de noviembre de 2007  | Joseph Menna     |
| Descripción: Muestra dos locomotoras moviéndose hacia el clavo de oro (último clavo puesto en la línea férrea del Primer ferrocarril transcontinental de Estados Unidos). Arriba, y dividido por el clavo, "Crossroads of the west" (en español: "Encrucijadas del oeste"). Arriba "Utah 1896", abajo "2007 E Pluribus Unum".                                                                                        |            |                         |                   |                         |                  |

## Décima tirada
| Imagen | Estado       | Fecha de incorporación  | Número de monedas | Fecha de emisión       | Diseñador       |
| --- | ------------ | ----------------------- | ----------------- | ---------------------- | --------------- |
| | Oklahoma     | 16 de noviembre de 1907 | 416.600.000       | 28 de enero de 2008    | Phebe Hemphill  |
| Descripción: Muestra una tijereta rosada al vuelo con sus plumas de la cola abiertas y sobre la flor Gaillardia. Arriba "Oklahoma 1907", abajo "2008 E Pluribus Unum". |              |                         |                   |                        |                 |
| |              |                         |                   |                        |                 |
| | Nuevo México | 6 de enero de 1912      | 488.600.000       | 7 de abril de 2008     | Don Everhart    |
| Descripción: Muestra el símbolo del sol de los Zia sobre un contorno topográfico del estado. A un lado y abajo "Land of enchantment" (en español: "Tierra de encanto"). Arriba "New Mexico 1912", abajo "2008 E Pluribus Unum".                                                                     |              |                         |                   |                        |                 |
| |              |                         |                   |                        |                 |
| | Arizona      | 14 de febrero de 1912   | 509.600.000       | 2 de junio de 2008     | Joseph Menna    |
| Descripción: Muestra un imagen del Gran Cañón al atardecer con un saguaro a la derecha. A un lado de este último un estandarte que reza "Grand Canyon State" (en español: "Estado del Gran Cañón"). Arriba "Arizona 1912", abajo "2008 E Pluribus Unum".                                            |              |                         |                   |                        |                 |
| |              |                         |                   |                        |                 |
| | Alaska       | 3 de enero de 1959      | 505.800.000       | 23 de agosto de 2008   | Charles Vickers |
| Descripción: Muestra un oso grizzly emergiendo de las aguas con un salmón en su boca. En el cielo la estrella del norte. A la derecha del oso "The great land" (en español: "La gran tierra"). Arriba "Alaska 1959", abajo "2008 E Pluribus Unum".                                                  |              |                         |                   |                        |                 |
| |              |                         |                   |                        |                 |
| | Hawái        | 21 de agosto de 1959    | 517.600.000       | 3 de noviembre de 2008 | Don Everhart    |
| Descripción: Muestra al monarca Hawaiano Rey Kamehameha I estirando su mano derecha sobre las ocho principales islas de Hawái. Bajo las islas "Ua mau ke ea o ka 'āina i ka pono" (en español: "La vida de la tierra se perpetúa en honradez"). Arriba "Hawaii 1959", abajo "2008 E Pluribus Unum". |              |                         |                   |                        |                 |

## Mapa de los años
|  |

| Color | Año  | 1º lanzamiento | 2º lanzamiento     | 3º lanzamiento   | 4º lanzamiento   | 5º lanzamiento      |
| ----- | ---- | -------------- | ------------------ | ---------------- | ---------------- | ------------------- |
|       | 1999 | Delaware       | Pensilvania        | Nueva Jersey     | Georgia          | Connecticut         |
|       | 2000 | Massachusetts  | Maryland           | Carolina del Sur | Nuevo Hampshire  | Virginia            |
|       | 2001 | Nueva York     | Carolina del Norte | Rhode Island     | Vermont          | Kentucky            |
|       | 2002 | Tennessee      | Ohio               | Luisiana         | Indiana          | Misisipi            |
|       | 2003 | Illinois       | Alabama            | Maine            | Misuri           | Arkansas            |
|       | 2004 | Míchigan       | Florida            | Texas            | Iowa             | Wisconsin           |
|       | 2005 | California     | Minnesota          | Oregón           | Kansas           | Virginia Occidental |
|       | 2006 | Nevada         | Nebraska           | Colorado         | Dakota del Norte | Dakota del Sur      |
|       | 2007 | Montana        | Washington         | Idaho            | Wyoming          | Utah                |
|       | 2008 | Oklahoma       | Nuevo México       | Arizona          | Alaska           | Hawái               |